# Emese Hunyady
Emese Hunyady (Budapest, 4 marzo 1966) è un'ex pattinatrice di velocità su ghiaccio ungherese naturalizzata austriaca.
Ha vinto tre medaglie olimpiche nel pattinaggio di velocità su ghiaccio. In particolare ha vinto la medaglia d'oro alle Olimpiadi invernali di Lillehammer 1994 nella gara di 1500 metri, una medaglia d'argento alle stesse Olimpiadi nei 3000 metri e una medaglia di bronzo alle Olimpiadi invernali di Albertville 1992 nei 3000 metri.
Ha partecipato in totale a ben sei Olimpiadi invernali (1984, 1988, 1992, 1994, 1998 e 2002).
Ungherese di nascita, ha acquisito la cittadinanza austriaca nel 1985.